# 可可可心一家人
《可可可心一家人》是中国大陆拍摄的一部校园题材动画片，由杨子岚、张国超执导，该作品讲述了一对儿姐弟与他们身边的人所发生的故事。 

## 剧情
该作以可可可心姐弟以及其身边所发生的故事为主，通过这些故事来展示当时的一些生活以及问题。 

## 電視原聲
| 曲序 | 曲目           |                | 作曲 | 演唱               |
| ---- | -------------- | -------------- | ---- | ------------------ |
| 1.   | 每天（主题曲） | 武寒清、杨子岚 | 大飞 | 杨梦露、郑颖、郭彬 |

| 曲序 | 曲目               |                | 作曲 | 演唱         |
| ---- | ------------------ | -------------- | ---- | ------------ |
| 2.   | 我的梦里（主题曲） | 武寒清、杨子岚 | 大飞 | 郑颖、董昭田 |

## 职员
- 导演： 杨子岚、张国超
- 编剧： 李薇、洪泛、张斌
- 美术设计：彭磊
- 作曲：大飞
- 动效：曹梁
- 后期导演：迟艺茁

## 所获奖项
- 在2008年第四届金鹰节暨第21届电视金鹰奖中，该作获得电视美术片作品奖：最佳作品奖。

## 外部連結
- 豆瓣电影上《可可可心一家人》的資料 （简体中文）
- 央视网链接 （页面存档备份，存于）